# Vaterpolo klub Budva
Il Plivački Vaterpolo Kluba Budva è una società polisportiva montenegrina, con sede a Budua. La sezione pallanotistica è la principale.

## Storia
Il club di calcio fu fondato nel 1930 e da dopo la seconda guerra mondiale ospita anche una sezione di pallanuoto, da allora ha cambiato nome svariate volte: Mogren, Budva, Budvanska Rivijera nel 1992 e, Budva dal 2009. Ha vinto il primo campionato nazionale nel 1995 e la coppa di Montenegro nel 2009, in campionato è arrivato secondo nel 1994 e 1998, ha perso la finale di coppa nel 1995 e 1999, mentre i migliori risultati in Europa sono una semifinale nella Coppa delle Coppe nel 1998 e una in Coppa LEN nel 2007. sulla scena attuale è uno dei club pallanotistici di maggior rilievo.

## Rosa 2022-2023
| N° |                       | Ruolo | Giocatore            |
| -- | --------------------- | ----- | -------------------- |
|    | Montenegro (bandiera) |       | Aleksandar Radanović |
|    | Montenegro (bandiera) |       | Blažo Mitrović       |
|    | Montenegro (bandiera) |       | Savo Ćetković        |
|    | Montenegro (bandiera) |       | Danilo Dragović      |
|    | Montenegro (bandiera) |       | Branko Franeta       |
|    | Montenegro (bandiera) |       | Jovan Franeta        |
|    | Montenegro (bandiera) |       | Igor Zubac           |
|    | Montenegro (bandiera) |       | Miloš Krivokapić     |
|    | Montenegro (bandiera) |       | Luka Ćupić           |
|    | Montenegro (bandiera) |       | Lazar Manojlović     |

| N° |                       | Ruolo | Giocatore          |
| -- | --------------------- | ----- | ------------------ |
|    | Montenegro (bandiera) |       | Marko Konatar      |
|    | Montenegro (bandiera) |       | Milorad Radunović  |
|    | Montenegro (bandiera) |       | Miloš Konatar      |
|    | Montenegro (bandiera) |       | Nemanja Nedović    |
|    | Montenegro (bandiera) |       | Petar Ćetković     |
|    | Montenegro (bandiera) |       | Vuk Prodanić       |
|    | Montenegro (bandiera) |       | Dimitrije Rašković |
|    | Montenegro (bandiera) |       | Stefan Kovačević   |
|    | Montenegro (bandiera) |       | Nikola Tomanović   |
|    | Montenegro (bandiera) |       | Bogdan Vujašević   |

## Palmarès
- Campionato serbo-montenegrino: 1

1993-94
- Campionato montenegrino: 2

2011, 2013
- Coppa del Montenegro: 2

2008-09, 2010-11

## Giocatori celebri
- Veljko Uskoković
- Aleksandar Ćirić
- Darko Brguljan
- Milan Tičić
- Denis Šefik
- Nikola Vukčević
- Dragan Drašković
- Filip Trajković
- Predrag Jokić
- Damjan Danilović
- Petar Ivošević
- Slavko Gak
- Igor Milanović
- Aleksandar Šoštar